# Convolvulus beguinotii
Convolvulus beguinotii är en vindeväxtart som beskrevs av René Charles Maire och Weiller. Convolvulus beguinotii ingår i släktet vindor, och familjen vindeväxter. Inga underarter finns listade i Catalogue of Life.